# Sarfannguit
Sarfannguit [ˌsɑˈfːaŋːuit] (auch Sarfannguaq [ˌsɑˈfːaŋːuɑq], nach alter Rechtschreibung Sarfánguit bzw. Sarfánguaĸ) ist eine grönländische Siedlung im Distrikt Sisimiut in der Qeqqata Kommunia.

## Lage
Sarfannguit liegt an der Ostspitze der etwa 30 km langen Insel Sarfannguit Nunaat. Die schmale Meerenge Sarfannguit Ikerasaat trennt Sarfannguit vom Festland und verbindet damit zugleich die beiden Fjorde Amerloq und Ikertooq. Die nur etwa 2800 m² kleine Insel Qeqertannguaq liegt inmitten der Meerenge und reduziert damit die Verbindung zwischen den beiden Fjorden auf den etwa 21 m schmalen Strom Sarfannguaq und den 7 m schmalen Sarfaa Kangilleq. Der nächstgelegene Ort von Sarfannguit aus ist der 35 km westlich gelegene Distrikt- und Kommunehauptort Sisimiut.

## Geschichte
Die Quellenlage zur Gründung von Sarfannguit ist widersprüchlich. Einerseits heißt es, dass Sarfannguit 1843 als Udsted gegründet wurde, wofür die Errichtungsdaten der ersten Handelsgebäude sprechen. Andererseits wird gesagt, dass der Ort 1847 als Anlage errichtet wurde. Als Nächstes heißt es, dass der Ort 1850 ein Udsted mit Wohnhaus, Mannschaftshaus und Speckhaus war, wobei das Mannschaftshaus eher für eine Anlage spricht.
Ab 1911 bildete der Ort eine eigene Gemeinde im Kolonialdistrikt Holsteinsborg, der noch die Wohnplätze Saqqarliit und Ikerasaarsuk angehörten. Sie war Teil des 11. Landesratswahlkreises Südgrönlands.
1918 lebten 122 Menschen in Sarfannguit, die in 15 grönländischen Wohnhäusern wohnten. Die Wohnung des Udstedsverwalters wurde im Gründungsjahr gebaut und war ein Stockwerkbau. Sie war allerdings 1918 nicht bewohnt, da der Udstedsverwalter ein eigenes Haus besaß. Das Proviantlager hatte auch einen Laden. Es wurde 1854 gebaut und war ebenfalls ein 54 m² großes Stockwerkgebäude. Das Speckhaus wurde 1845 aus Holz gebaut, hatte auch einen Fischschuppen und war 60 m² groß. Das Pulverhaus war aus Stein. Die Kapelle war ein Fachwerkgebäude mit Bretterverkleidung. Sie maß 45 m², hatte drei Fenster pro Seite und einen Altar, eine Kniefallbank und ein Taufbecken. Im Ort gab es zudem eine Schule aus Stein, die knapp 18 m² groß war. Neben dem Udstedsverwalter und dem ausgebildeten Katecheten waren auch eine Hebamme und ein Böttcher in Sarfannguit beschäftigt. Unter den Grönländern waren 16 Jäger und 8 Fischer, die von der Jagd auf Robben, Füchse, Rentiere, Wale und von der Fischerei lebten.
Zwischen 1922 und 1949 wurden ein Laden, eine Schulkapelle, ein Packhaus, eine neue Wohnung für den Udstedsverwalter und drei Fischhäuser gebaut. 1948 erhielt der Ort eine neue Schule, sodass die Schulkapelle von 1927 fortan nur noch als Kirche genutzt wurde. 1954 wurde eine Werkstatt und 1957 eine Geburtshelferinnenwohnung und eine Telestation errichtet. Bis 1960 lebten maximal 169 Menschen in Sarfannguit.
Von 1950 bis 2008 war Sarfannguit Teil der Gemeinde Sisimiut. Seither gehört der Ort zur Qeqqata Kommunia.
Seit 2018 liegt Sarfannguit als einziger Ort innerhalb des UNESCO-Weltkulturerbes Aasivissuit – Nipisat.

## Wirtschaft
Sarfannguit lebt vor allem vom Fang von Kabeljau und Gestreiftem Seewolf und der Jagd nach Rentieren und Moschusochsen sowie vom Tourismus, da der Ort nahe der Route des Arctic Circle Trail liegt. Sarfannguit ist außerdem eine Versuchsgebiet für Windenergieproduktion in Grönland.

## Infrastruktur und Versorgung
Sarfannguit wird alle zwei Wochen von der Royal Arctic Line angefahren. Im Winter erfolgt der Verkehr per Hundeschlitten oder Schneemobil nach Sisimiut und Kangerlussuaq. Zudem kann auch der Heliport Sarfannguit verwendet werden. Der Ort liegt zwischen Sisimiut und Kangerlussuaq, sodass die Möglichkeit besteht, Sarfannguit an den geplanten Weg zwischen beiden Orten anzuschließen.
Die Stromversorgung wird von Nukissiorfiit über ein Dieselkraftwerk sowie testweise über Windenergie gesichert. Die Wasserversorgung erfolgt über den Tasersuaq auf der anderen Fjordseite. Müll und Abwasser werden auf der Deponie entsorgt.

## Bebauung
In Sarfannguit gibt es eine Kindertagesstätte, eine Volksschule, einen Spielplatz, einen Fußballplatz, ein Servicegebäude, ein Versammlungsgebäude und eine Kirche.

## Söhne und Töchter
- David Olsen (1870–1944), Handelsverwalter und Landesrat
- Marius Olsen (1880–1948), Landesrat

## Bevölkerungsentwicklung
Die Bevölkerungszahl von Sarfannguit ist in den letzten 40 Jahren sehr konstant geblieben.

## Panorama

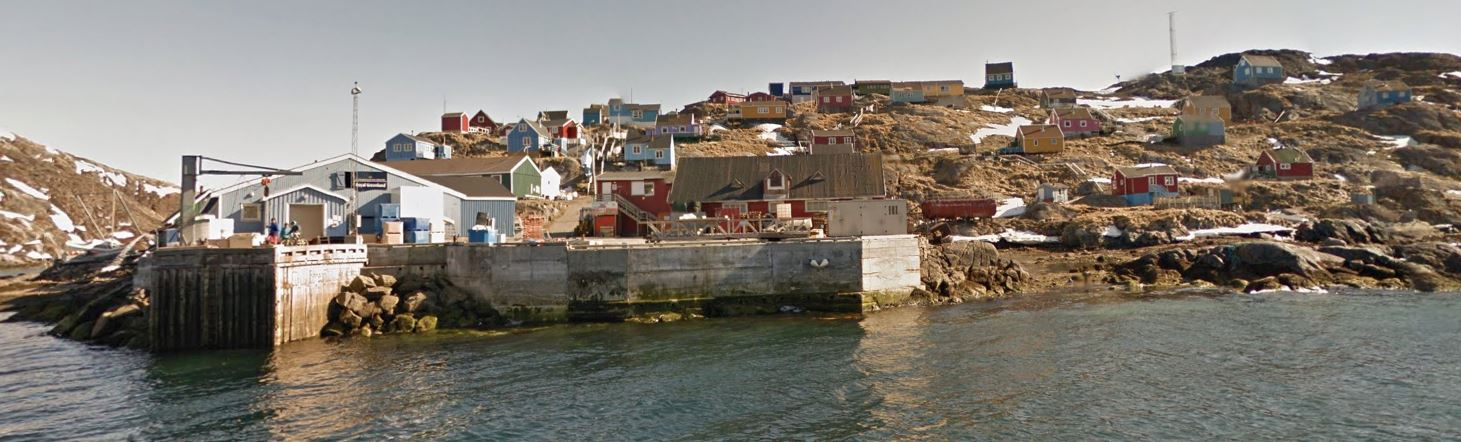
Sarfannguit (2017)